# كارل بريمر
كارل بريمر هو طبيب وسياسي جنوب أفريقي، ولد في 27 أبريل 1885 في Hopefield, South Africa ‏ في جنوب أفريقيا، وتوفي في 18 يوليو 1953 في كيب تاون في جنوب أفريقيا. نشط حزبياً في الحزب الوطني. وقد انتخب وزير الصحة ‏.